# 苏海尔·阿塔西
谢赫·艾哈迈德·阿塔斯（阿拉伯語：سهير الأتاسي，1971年—）是叙利亚民主活动家和叙利亚反对派成员之一，末任叙利亚反对派和革命力量全国联盟副主席，她有自己的媒体，她的父亲是复兴党的成员，后来离开建立民主阿拉伯社会主义联盟。

## 生平
1971年，阿塔斯出生在大马士革霍姆斯一个显赫的政治家庭。她曾在大马士革大学学习法语文学和教育，阿拉伯之春爆发后，她开始活跃于政治舞台，2009年，她建立了政治在线论坛帮助叙利亚实行民主和人权社会的过渡。2011年3月16日，阿塔斯因为政治活动被逮捕。